# ادبیات دانمارکی

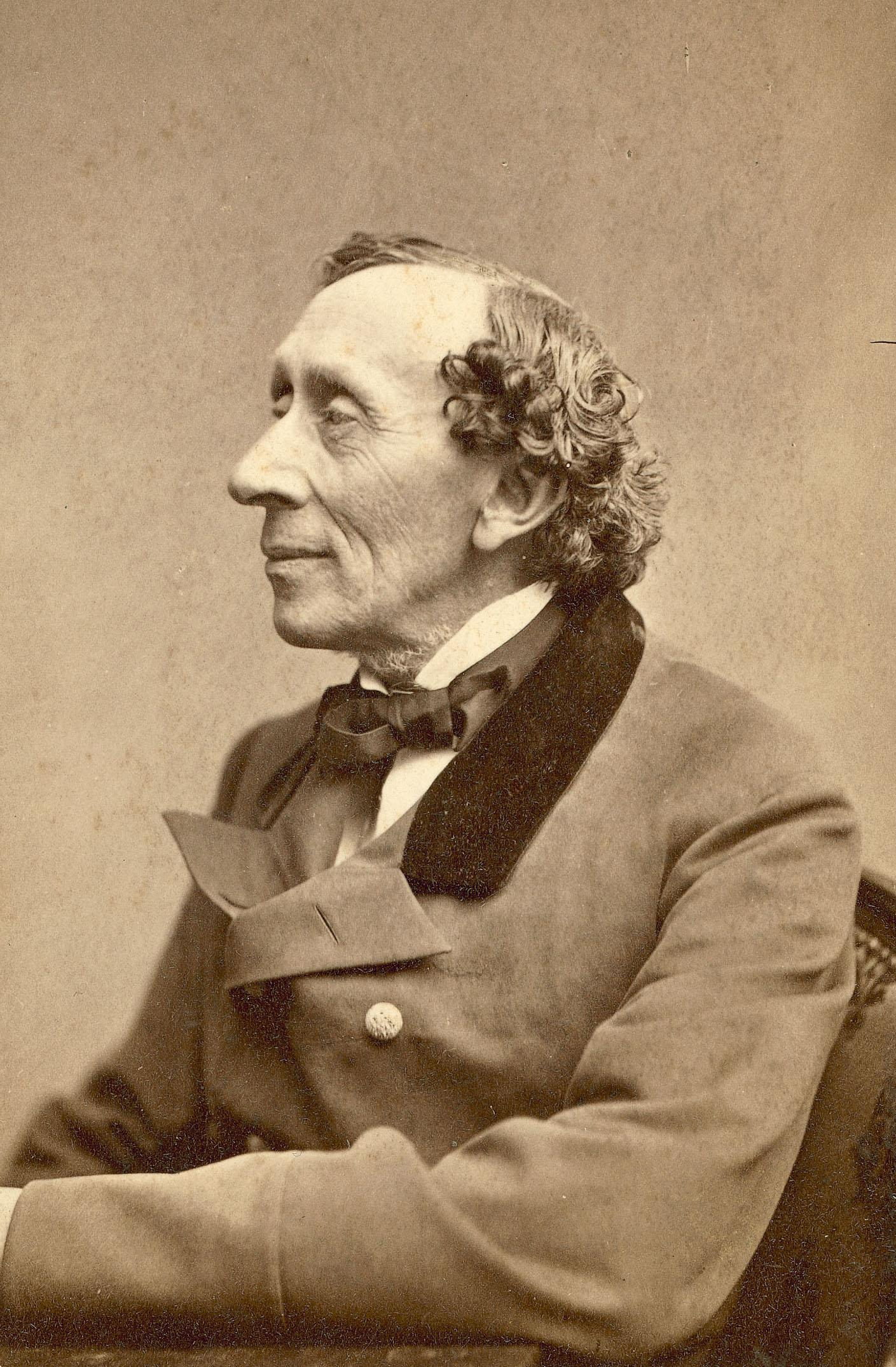
هانس کریستیان آندرسن (۱۸۰۵–۱۸۷۵)

ادبیات دانمارکی به مجموعه آثار نوشته و خلق‌شده در زبان دانمارکی و زبان‌های لاتین اشاره دارد. در طول اتحاد طولانی دنمارک و نروژ دانمارکی زبان رسمی و پرکاربردترین راه ارتباطی ادبی در پادشاهی‌های آمیخته گشت. نخستین کارهای ادبی دانمارکی در قرون وسطی در کتیبه‌ها با الفبای رونی روی سنگ یا فلز حکاکی می‌شدند که اغلب گورنوشته جنگجویان، پادشاهان و کشیشان بودند که گهگاه اشعار کوتاه واج‌آراسته بدون قافیه با حس‌وحال وایکینگ‌ها داشتند.
هانس کریستیان آندرسن به احتمال مشهورترین نویسنده دانمارکی است که داستان‌هایش میان خردسالان و بزرگسالان محبوب هستند و به ۱۶۰ زبان ترجمه شده‌اند. در آثار آندرسن شعر و رمان و انواع مختلف دیگر به چشم می‌خورند اما قصه‌های پریان او بودند که شهرت جهانی را برای وی به ارمغان آوردند. از کارهای او «پری دریایی کوچولو» و «جوجه اردک زشت» را می‌توان نام برد.